# Nándor Bosák

Bischofswappen von Nándor Bosák

Nándor Bosák (* 28. Dezember 1939 in Taksonyíalva) ist ein ungarischer römisch-katholischer Geistlicher und emeritierter Bischof von Debrecen-Nyíregyháza.

## Leben
Nándor Bosák empfing am 13. Juni 1963 die Priesterweihe.
Papst Johannes Paul II. ernannte ihn am 31. Mai 1993 zum ersten Bischof des neugegründeten Bistums Debrecen-Nyíregyháza. Der Erzbischof von Esztergom und Primas von Ungarn, Kardinal László  Paskai, spendete ihm am 15. Juni 1993 die Bischofsweihe; Mitkonsekratoren waren István Seregély, Erzbischof von Eger und József Tempfli, Bischof von Oradea Mare.
Am 21. September 2015 nahm Papst Franziskus seinen altersbedingten Rücktritt an.